# Népdráma
A népdráma vagy parasztdráma a vidéki élet eseményeit, sajátságos emberi élethelyzeteit realista megközelítésben megjelenítő drámairodalmi műfaj.

## Története
A drámairodalom évezredes története során az egyszerű nép képviselői jellemzően epizódszereplőkként tűntek fel a színpadi művekben, s többnyire valamely helyzetkomikum forrásául szolgáltak. A kora újkorban egyre gyakoribb lett a paraszti világrendet képviselő alakok főszereplővé válása, ám ezeket a hősöket sem realista módon ábrázolták a szerzők, hanem darabjaik komikumát biztosították szerepeltetésükkel (például William Shakespeare komédiái vagy Molière Dandin Györgye 1668-ból). A parasztdráma első maradandó értékű darabjai spanyol földön születtek a 17. században: Lope de Vega A hős falu (Fuenteovejuna, 1619) című műve a zsarnokság ellen fellépő népi közösség tragédiáját mutatta be. A népéletből merítő tematikájú színpadi művek iránti igény azonban csak jóval később, a 19. századi nemzeti mozgalmak kibontakozásával párhuzamosan fogalmazódott meg Európában. Különösen a német nyelvű irodalomban vált népszerű műfajjá az elnyomottak társadalmi helyzetére érzékenyen reagáló népdráma. Első jelentős darabjai között tartják számon az osztrák Ferdinand Raimund mondai motívumokkal átszőtt, a társadalmi igazságtalanságokat kipellengérező műveit (A tékozló – Der Verschwender, 1834), valamint a német Georg Büchner Woyzeck (1836) című színpadi művét, amelyben a kisemberek kiszolgáltatottságát ábrázolta hiteles drámai erővel. Német nyelvterületen a műfaj további korai mesterei közé tartozott az osztrák parasztság küzdelmes életét színpadra író Ludwig Anzengruber (A kirchfeldi pap – Der Pfarrer von Kirchfeld, 1870; Der Meineidbauer, 1871), valamint a tiroli népéletet ábrázoló Karl Schönherr (Föld – Erde, 1907). Ugyanakkor már a 19. század második harmadától kezdték kiszorítani a népdrámákat a német, osztrák színpadokról a könnyedebb hangvételű, gyakran modoroskodó zenés népszínművek.
Európa többi részében a népdráma más, kedveltebb színpadi műfajok mellett csak szórványos jelentőségre tett szert. A francia irodalomban csupán George Sand néhány darabja (Claudie, 1851; Le Pressoir, 1853) képviseli a népdrámát, olasz földön pedig a drámaírók a népszerű melodráma műfaji keretein belül fogalmazták meg hasonló tematikájú társadalmi mondandójukat. Az orosz irodalom legjelentősebb népdrámája a paraszti életet realista ecsettel ábrázoló, A sötétség hatalma (Власть тьмы, 1886) című színpadi alkotás, Lev Nyikolajevics Tolsztoj műve. Herman Heijermans egy holland halászfalu vállalkozókkal szembeni kiszolgáltatottságát és küzdelmeit ábrázolta Áldás reményében (Op Hoop van Zegen, 1901) című, világsikert hozó művében. A 20. század népdráma-irodalmának egyik legjelentősebb alakja Federico García Lorca volt (Vérnász – Bodas de sangre, 1932; Yerma, 1934).
Magyarországon osztrák hatásra születtek az első népdrámák, de csakhamar háttérbe szorították őket a 19. századi színpadokat nagy tömegben elárasztó, önfeledt szórakozást nyújtó zenés-táncos népszínművek. Noha Szigligeti Ede néhány munkája a realista igénnyel íródott népdrámákkal rokonítható (A szökött katona, 1843; Csikós, 1847; stb.), a korabeli közönség elzárkózott a vidéki emberek küzdelmeit, húsbavágó élethelyzeteit naturalisztikus módon bemutató színpadi művektől. A századfordulón keletkeztek az első jelentős népdrámák, amelyek a paraszti világ hiteles ábrázolására, a vidéki ember mint érző lény bemutatására törekedtek (Gárdonyi Géza: A bor, 1901; Bródy Sándor: A dada, 1902; Móricz Zsigmond: Sári bíró, 1910; Barta Lajos: Parasztok, 1911 és A sötét ház, 1918). A népi írók 1930-as években kiteljesedő mozgalma szintén termőtalajul szolgált néhány jelentős parasztdráma születéséhez (Kodolányi János: Földindulás, 1939 és Végrendelet, 1939; Németh László: Erzsébet-nap, 1940; Darvas József: Szakadék, 1943). Az 1945 utáni magyar színpadi irodalom jelesebb népdrámái Illyés Gyula Tűvétevők (1953), Sarkadi Imre Út a tanyákról (1953) és Szeptember (1955), Darvas József Hajnali tűz (1961) alkotásai.